# Диоцез Оулу
Диоцез Оулу (фин. Oulun hiippakunta) — диоцез Евангелическо-лютеранской церкви Финляндии. Был основан в городе Куопио в 1851 году, однако в 1900 году Епископский Престол был перемещён в Оулу. Диоцез насчитывает 61 приход.
Кафедральным собором диоцеза является Кафедральный собор Оулу. 

## Епископы
Епископы Куопио
- Роберт Фростерус 1851—1884
- Густав Йоханссон 1885—1897
- Отто Иммануэль Колляндер 1897—1899

Епископы Оулу
- Юхо Коскимес 1900—1936
- Юхо Маннермаа 1936—1943
- Юрьо Валлинмаа 1943
- Вяйно Мальмиваара 1943—1954
- Олави Хелиёваара 1954—1963
- Леонард Пиетари Тапанинен 1963—1965
- Каарло Йоханнес Лейнонен 1965—1979
- Олави Римпиляйнен 1979—2000
- Сэмюэль Салми 2001—2018
- Юкка Кескитало 2018—